# Мирослав Вулићевић
Мирослав Вулићевић (Лепосавић, 29. мај 1985) је бивши српски фудбалер. Играо је на позицији десног бека и у својој каријери наступао је искључиво у Србији носећи дресове Банета из Рашке, Јавора из Ивањице, чачанског Борца, новосадске Војводине и београдског Партизана.

## Клупска каријера
Фудбалом је почео да се бави у ФК Космет из Лепосавића одакле је прешао у Бане из Рашке где је играо три сезоне у друголигашком рангу. Своју праву фудбалску афирмацију је доживео у екипи Јавора где је играо пет и по година. У сезони 2007/08. Вулићевић је са Јавором успео да се пласира и у највиши ранг српског фудбала Суперлигу Србије. Током 2006. је кратко био на позајмици у Борцу из Чачка.
У јуну 2009. је прешао у Војводину. Са њима је провео четири и по сезоне и био стандардан члан првог тима и капитен. Одиграо је 122. лигашке утакмице и постигао три гола, а у дресу новосадских црвено–белих дошао је и до три финала купа Србије али је сва три пута доживео пораз.
У децембру 2013. је потписао троипогодишњи уговор са Партизаном. Дебитовао је за Партизан 1. марта 2014. на утакмици против Радничког из Ниша. Дана 5. августа 2015. Вулићевић је постигао свој први и једини гол у дресу Партизана у првој утакмици трећег кола квалификација за Лигу шампиона против румунске Стеауе на Националном стадиону у Букурешту, а утакмица се завршила резултатом 1:1. У дресу Партизана освојио је две титуле првака Србије и четири трофеја у купу Србије (уз једно изгубљено финале). Са београдским црно–белима играо је три пута у групној фази Лиге Европе а у сезони 2017/18. је и презимио у истом такмичењу. У одсуству капитена Саше Илића носио је и капитенску траку клуба из Хумске (мењајући се са Владимиром Стојковићем). По истеку уговора са Партизаном, у јануару 2020, Вулићевић је окончао своју професионалну фудбалску каријеру.

## Репрезентација
За сениорску репрезентацију Србије је одиграо три пријатељске утакмице, 2008. против Пољске, 2010. против Јапана и 2014. против Бразила.

## Успеси

### Клупски
Јавор
- Прва лига Србије (1) : 2007/08.

Војводина
- Куп Србије : финале (2009/10, 2010/11, 2012/13).

Партизан
- Првенство Србије (2) 2014/15, 2016/17.
- Куп Србије (4) : 2015/16, 2016/17, 2017/18, 2018/19. (финале 2014/15).

### Индивидуални
- Првенство Србије - идеални тим сезоне (3) : 2012/13, 2013/14, 2016/17.